# Musicman (könyvsorozat)
A Musicman (ミュージックマン) japán zenei információs és reklámlap, melyet az F.B.Communications jelentet meg. Nevét az Atlantic Records alapítójának, Ahmet Ertegün hasonló című biográfiájából kölcsönözte.